# Plossig
Plossig este o comună în Saxonia-Anhalt, Germania
1. ↑  Geographic Names Server, 11 iunie 2018